# Bill Carr
Bill Carr (anglès: William Arthur «Bill» Carr)  (Pine Bluff, 24 d'octubre de 1909 - Tòquio, 14 de gener de 1966) va ser un atleta estatunidenc, especialista en curses de velocitat, que va competir durant la dècada de 1930.
Nascut a Arkansas, Carr estudià a la Mercersburg Academy, on fou entrenat per Jimmy Curran, i a la Universitat de Pennsilvània, on ho fou per Lawson Robertson, medallista als Jocs Olímpics de 1904. Carr no guanyà cap cursa important fins al 1932. Als campionats de l'IC4A d'aquell any va causar una gran sorpresa en millorar el rècord del món de les 440 iardes que posseïa Ben Eastman. Poques setmanes més tard va repetir la fita als Trials Olímpics.
El 1932 va prendre part en els Jocs Olímpics de Los Angeles, on va disputar dues proves del programa d'atletisme. En els 400 metres va guanyar la medalla d'or amb un temps de 46,2", cosa que suposava un nou rècord del món. En els 4x400 metres relleus, formant equip amb Ivan Fuqua, Edgar Ablowich i Karl Warner, guanyà una segona medalla d'or, alhora que establiren un nou rècord del món amb un temps de 3'08.2".
Un accident de cotxe el 1933 posà punt final a la seva carrera esportiva.

## Millors marques
- 400 metres llisos. 46.2" (1932)[1][2]